# Evansburg (Pennsylvanie)
Evansburg est une census-designated place du comté de Montgomery, en Pennsylvanie, aux États-Unis.

## Géographie
Evansburg se trouve au nord-est des États-Unis, dans le sud-est de l'État de Pennsylvanie, au sein de Lower Providence Township dans le comté de Montgomery, dont le siège de comté est Norristown. Ses coordonnées géographiques sont 40° 11′ 20″ N, 75° 26′ 00″ O.

## Démographie
Au recensement de 2010, sa population était de 2 129 habitants.